# Prefettura di M'diq-Fnideq
La prefettura M'diq-Fnideq (in arabo عمالة مصدق فنيدق‎?) è una delle prefetture del Marocco, parte della Regione di Tangeri-Tetouan-Al Hoceima.

## Storia
M'diq-Fnideq è stata separata dalla provincia di Tètouan nel 2004.

## Territorio
Il governatore della prefettura è Hassan Bouya; è divisa in tre comuni urbani: M'diq, Fnideq e Martil; e due comuni rurali: Allyence e Belyonech.

## Economia
Questa prefettura è importanti per il mercato di abbigliamento all'ingrosso tra i più famosi in Marocco e per il mare splendido. È caratterizzata da un clima mediterraneo. L'attività prevalente è il turismo.